# Elecciones parlamentarias de Andorra de 2005
Las elecciones parlamentarias de Andorra de 2005 tuvieron lugar el 24 de abril del mencionado año con el objetivo de renovar los 28 escaños del Consejo General para el período 2005-2009. Fueron las cuartas elecciones desde la promulgación de la constitución de 1993. Bajo el sistema electoral vigente, dos escaños serían elegidos por cada una de las siete parroquias que componen el país, mientras que los otros catorce se elegirían por votación proporcional.
El presidente del Gobierno, Marc Forné Molné, del oficialista Partido Liberal de Andorra (PLA), tenía constitucionalmente prohibido buscar un segundo mandato, por lo que Albert Pintat Santolària fue el candidato a del partido a sucederlo en las elecciones. El opositor Partido Socialdemócrata (PS) configuró una coalición con la pequeña fuerza Renovación Democrática (RD) para la elección de escaños parroquiales, denominada "La Alternativa", pero ambos partidos presentaron listas proporcionales diferentes. La lista socialdemócrata la encabezó Jaume Bartumeu Cassany, y la de RD Patrick Garcia Ricart. Los demás partidos contendientes fueron el Centro Democrático Andorrano (CDA), que disputó la elección en alianza con Siglo 21 (Segle), y Los Verdes de Andorra (VA). La mayoría de los partidos en contienda eran de reciente creación, y de estos solo el PLA y el PS habían disputado las anteriores elecciones.
Los liberales fueron por tercera vez consecutiva el partido más grande del Consejo General con 8 escaños parroquiales y 6 proporcionales, lo que resultó en que ocuparan la mitad de las bancas, un total de 14 escaños. En términos de voto popular, el PLA fue la formación más votada en ambos estamentos con un 46,24% del voto parroquial y un 41,21% del voto proporcional. Este resultado garantizó la elección de Albert Pintat Santolària como presidente del Gobierno andorrano. Sin embargo, por primera vez el gobierno electo no contaría con una mayoría absoluta de 15 escaños. La alianza Alternativa logró el 44,23% del voto parroquial, logrando 6 escaños en dicho estamento. De haber presentado una lista única, habría superado en votos al PLA con un 44,31% (38,07% del PS y 6,24% de RD), aunque de todas formas empató en escaños proporcionales con la fuerza ganadora, con 6 bancas, lo que resultó en que el progresismo retuviese intacta su anterior representación parlamentaria, de 12 escaños.
En el plano de las terceras fuerzas, la coalición liderada por el Centro Democrático de Andorra se ubicó tercero tanto en la elección de escaños parroquiales como proporcionales, con 9,52% en la primera y un 10,99% en la segunda, y obtuvo 2 escaños de lista nacional. En último lugar se ubicó el partido Los Verdes de Andorra, que no obtuvo representación parlamentaria y no presentó candidatos parroquiales, con un 3,50%. La participación electoral fue del 80,39% en la elección parroquial, y del 80,38% en la elección proporcional (votó exactamente una persona menos en esta última).

## Sistema electoral
De acuerdo con la constitución andorrana de 1993, los 28 escaños del Consejo General de Andorra se eligen mediante un sistema electoral mixto que combina el escrutinio mayoritario plurinominal y la representación proporcional por listas. El país está dividido en catorce parroquias, cada una de las cuales está representada por dos consejeros, que son elegidos por votación directa en una sola fórmula, siendo electa la que resulte más votada. Los otros catorce escaños se eligen proporcionalmente de manera separada, de una sola lista, por los ciudadanos de todo el país.

## Resultados
|  | 46.24 % |

|  | 41.21 % |

|  | 38.07 % |

|  | 6.24 % |

|  | 44.23 % |

|  | 44.31 % |

|  | 9.52 % |

|  | 10.99 % |

|  | 3.50 % |

|  | 91.89 % |

|  | 96.09 % |

|  | 8.11 % |

|  | 3.91 % |

|  | 100.00 % |

|  | 100.00 % |

|  | 80.39 % |

|  | 80.38 % |